# Tuberochernes ubicki
Espèce
Tuberochernes ubicki est une espèce de pseudoscorpions de la famille des Chernetidae.

## Distribution
Cette espèce est endémique d'Arizona aux États-Unis. Elle se rencontre dans la grotte Fly Cave dans les monts Santa Rita.

## Description
Le mâle holotype mesure 3,55 mm et la femelle paratype 4,12 mm.

## Étymologie
Cette espèce est nommée en l'honneur de Darrell Ubick.

## Publication originale
- Muchmore, 1997 : Tuberochernes (Pseudoscorpionida, Chernetidae), a new genus with species in caves in California and Arizona. Journal of Arachnology, vol. 25, no 2, p. 206-212 (texte intégral).